# فینسپونگ
شهر فینسپونگ (به سوئدی: Finspång) ، در بخش فینسپونگ در کشور سوئد واقع شده‌است. جمعیت این شهر ۱۵۵۰٫۶۷  نفر است.